# 大松絵美
大松 絵美（おおまつ えみ、1993年10月4日 - ）は、日本の女性YouTuber、女優、元お笑いタレント。愛称はエミリン。OOO Entertainment所属。

## 来歴

### 生い立ち
1993年10月4日に母の出身地である兵庫県豊岡市に生まれ、その後神戸市へ移り、3歳から明石市で育った。なお、父と姉は警察官で、母も元警察官である。
子供時代は人前に出る事とは無縁で一人でいる事が好きな性格だったが、中学生の頃にはAKB48に入りたいという夢があった。中学時代は吹奏楽部でトランペットを担当し、高校時代はマネージャーとしてサッカー部に所属していた。兵庫県立明石高等学校を経て、2012年4月に立命館大学に入学した。
18歳の時に沢城みゆきの影響で声優になりたいという夢を持ち始め、19歳の時に声優養成所のオーディションに合格するも、「どうせ熱しやすく冷めやすいあなたの思い付き」と親から反対され、声優の道を断念した。
20歳の時にはアナウンサーを志望し、アルバイトと両立しながらアナウンススクールに通った。人前に立つための下地を作るために全国のミスコンに応募し、2014年9月に「2代目有田みかん大使」に選出された。

### お笑いタレントとして
YouTubeで福田彩乃の「アミューズオーディションフェス2014」のメッセージ動画を見たことをきっかけに、2014年10月開催の同オーディションに応募。大阪会場代表になり、いざ最終審査会の会場へ行ったところ、見えたのは可愛い子ばかりで、自分の中で「これは無理だ」と思ったことから、出場当日に内容をバラエティーに替えて出場。ミュージカル風やアニメ声で童謡を歌うという芸を披露し、応募総数32,214人の中からバラエティ・タレント・キャスター部門賞を受賞し、アミューズに入所した。
アミューズ時代は「アミューズの最終兵器」を自称していた。この通称は、同事務所の声優である小泉萌香へと引き継がれている。
当初家族には芸人としてデビューしたことは内緒にしていて、両親はニュースキャスターとしてオーディションに合格したと思っていた。しかし、自身がTwitter上に投稿したネタ動画が約10万人のリツイートの反響を得たことで、これを知った親戚から親に娘が芸人をしていることが伝わり、親から芸人活動を反対された。
2016年3月に立命館大学を卒業後は、芸人として売れるべく上京。居酒屋で週6日のアルバイトをしながら、劇場に通っていた。また、Twitter上へのあるあるネタや替え歌などの動画投稿は継続しており、20万人を超えるフォロワーを集めるようになった。一方で、芸人としての活動は不振であったため、2018年にアミューズを退所し、一般企業に就職することを決意した。

### インフルエンサーとして
社員としてUUUMの入社面接を受けるが、Twitterでの活動を知っていた面接官に「動画クリエイターとして頑張ってみない？」「1年だけやってみて芽が出なかったら辞めたら良い」と説得されて、ラストチャンスのつもりでYouTuberとなることを決意した。2018年5月1日、YouTubeチャンネル「エミリンチャンネル」を開設し、UUUMに入所した。
2020年2月29日、YouTubeチャンネルの登録者数が100万人を突破。6月1日、UUUMからの退所を発表し、フリーでの活動に移行。
2020年9月25日、アパレルブランド「EDNA（エドナ）」のプロデュースを開始。2021年9月には「EDNA」からカラコンの販売を開始。
2020年11月16日、初の著書となる『ここは負けても死なないテーマパーク』を宝島社から出版。
2021年9月25日、DRAMATIC TOKYOの恋愛ウェブドラマ『世田谷ベランダの恋』に初主演となる冨田トミ役で出演。
2021年10月4日、TWIN PLANETと業務提携を締結。2023年8月1日、OOO Entertainmentに入所。
2022年12月23日、2冊目の著書となる『半年で20kgヤセた エミリン式ダイエット日記』をMOGURA ENTERTAINMENTから出版。
2023年1月9日、TOKYO MXのコメディーテレビドラマ『お通夜ミステリー劇場』に主演の佐布良真菜役で出演。
2024年5月24日、3冊目の著書となる『エミリン爆食アラサー女子旅 47都道府県』を宝島社から出版。

### 私生活
2022年1月10日、8年ぶりに彼氏ができたとして、一般男性との交際を報告。9月19日に破局を報告した。
2024年5月13日、ヒカルのYouTubeチャンネルで『第1回エミリン彼氏オーディション』を公開。同オーディションで最終的に選ばれた外資系サラリーマンのあだちくんこと安達優と、7月半ばに交際を開始した。2025年6月16日、あだちくんとの婚約を発表した。7月20日に結婚して、本名「安達絵美」になったことを8月10日に報告。

## 芸風
東京ディズニーランド好きであることから「ディズニーランドのキャストの新人とベテランの違い」としてキャストの物真似ネタを演じたり、『世にも奇妙な物語』『情熱大陸』のテーマ曲に歌詞を付けて、西野カナのような恋愛ソングに替えて歌うなどのネタを披露している。ネタによっては『ラブライブ!』に出て来るステージ衣装を着て演じることもある。芸人時代は「エミリン星から来たお姫様」といういわゆる不思議キャラで活動していたこともあったが、元々キャラ芸人としてやっていきたくはなかったという思いが強かったことと、このキャラで何とか売り出したいマネージャーとの温度差が大きかったということを自著で明かしている。また2020年現在では、ネタ系以外にも爆食・ファッション・化粧品紹介等の動画も上げている。

## EDNA
EDNA（エドナ）は、大松絵美がプロデュースするアパレルブランド、またはカラコンブランド。アパレルは2020年9月25日、カラコンは2021年9月に発売を開始。株式会社SMbrandの代表取締役社長である松田周とともに制作を行っている。
ブランド名は、ピクサーのアニメーション映画『Mr.インクレディブル』に登場する世界的なファッションデザイナーのエドナ・モードというキャラクターに由来する。同キャラクターはスーパーヒーローたちのスーツを作っていることから、EDNAの服を着るとスーパーヒーローになれるという思いが込められている。
ダサいと言われない、見る人が見たらオシャレと思われるような、ちょうどいい普通の服を作りたいと思ったのが、アパレルを始めたいと思った理由である。以前までオシャレに全く興味がなく「服は全部ただの布」と感じており、オシャレアレルギーを自称していた。しかし、周りの環境が変わったことによりオシャレに正直に生きようという思いが強くなった。以前の自分と同じような悩みを持った自信のないファンに向けて、EDNAを通じてファッションの楽しさを共有したいと語っている。

## 出演

### テレビ番組
- ホンマでっか!?TV（2016年6月1日、フジテレビ）
- お願い!ランキング（2016年9月30日、テレビ朝日）
- 激!今夜もドル箱（2016年11月23日、テレビ東京）[4]
- あらびき団オールナイト祭!（2016年12月29日、TBS）
- バクモン学園～鬼教師・太田と委員長・田中と芸人30人の物語～（2017年4月4日、テレビ朝日）
- 1億人の大質問!?笑ってコラえて!（2017年4月12日、日本テレビ）[25]
- 爆笑そっくりものまね紅白歌合戦スペシャル ものまね大好きさん大集合（2017年6月2日、フジテレビ）[26]
- ウチのガヤがすみません!（2017年6月6日、日本テレビ）[27]
- しゃべくり007（2020年8月31日、日本テレビ）
- しくじり先生 俺みたいになるな!!（2021年5月3日、テレビ朝日）
- 恋するアテンダー（2023年1月4日、テレビ朝日・ABEMA）

### テレビドラマ
- 科捜研の女 Season19 第27話（2020年、テレビ朝日） - おかかエミル 役
- お通夜ミステリー劇場（2023年1月9日・16日、TOKYO MX） - 主演 佐布良真菜 役[15]

### テレビアニメ
- あはれ!名作くん（2019年1月11日・18日、NHK Eテレ） - 上井ママ公 / MAMAKOU 役
- 見える子ちゃん（2021年10月3日、サンテレビ）

### ウェブ番組
- じーとぅえ!（2017年3月13日 - 27日、GYAO!） - アシスタント[28]
- イヌネコ依存中（2018年2月23日 - 4月27日、Amazon Prime Video） - ナレーター[29]
- スケッチガールズ（2020年3月2日 - 2021年9月27日、シブヤ5丁目・YouTube）[30]

### ウェブドラマ
- 世田谷ベランダの恋（2021年9月25日、DRAMATIC TOKYO・YouTube） - 主演 冨田トミ 役[11]

### ラジオ番組
- シブヤ5丁目Radio（2020年10月4日 - 2021年10月3日、FM愛知・InterFM）[31]

## 書籍

### 著書
- ここは負けても死なないテーマパーク（2020年11月16日、宝島社、ISBN 978-4-299-00986-9） - エミリン名義[10]
- 半年で20kgヤセた エミリン式ダイエット日記（2022年12月23日、MOGURA ENTERTAINMENT、ISBN 978-4-909-72815-9） - エミリン名義[14]
- エミリン爆食アラサー女子旅 47都道府県（2024年5月24日、宝島社、ISBN 978-4-299-05063-2） - エミリン名義[16]

## 受賞歴

### オーディション
- アミューズオーディションフェス2014 バラエティ・タレント・キャスター部門賞（2014年10月13日、アミューズ）[6]